# 고창 문수사 승탑
고창 문수사 승탑(高敞 文殊寺 僧塔)은 대한민국 전북특별자치도 고창군, 문수사 내에 자리하고 있는 2기의 승탑이다. 1997년 7월 18일 전라북도의 유형문화재 제154호로 지정되었다.

## 개요
승탑이란 승려의 무덤을 상징하는 것으로, 시신을 화장한 후 그 유골이나 사리를 그 안에 모셔두는 것이다. 문수사 내에 자리하고 있는 이 2기의 승탑은 절내에 마련된 두 군데의 부도밭 중 서쪽에 있는 부도밭에 놓여 있다. 이 곳에는 6기의 승탑들이 나란히 자리잡고 있는데, 앞에서 보아 두 번째와 세 번째에 해당하는 것이 이들이다.
둘 다 같은 양식으로 각 부분이 8각의 평면으로 구성되어 있어서, 세 부분으로 이루어진 기단(基壇) 위로, 탑신(塔身)을 올린 후 머리장식을 얹어 마무리하였다.
조선시대에 세운 것으로, 제법 균형미가 느껴지며 만든 솜씨도 섬세하다. 당시 다른 승탑에 비해 규모가 큰 편이며, 보림사서부도(보물 제156호)의 양식을 잘 잇고 있어 양식을 연구하는 데에도 좋은 자료가 되고 있다.

## 같이 보기
- 장흥 보림사 서 승탑 - 보물 제156호

## 참고 자료
- 문수사부도 - 국가유산청 국가유산포털